# Eleição para o Senado federal pela Indiana em 2010
A eleição para o senado do estado americano da Indiana em 2010 aconteceu no dia 2 de novembro de 2010. O senador Evan Bayh não foi candidato a reeleição. Dan Coats foi eleito senador.

## Primária Republicana
| Primária Republicana | Primária Republicana | Primária Republicana | Primária Republicana | Primária Republicana | Primária Republicana |
| Partido              | Candidato            | Votos                | %                    |                      |                      |
| Republicano          | Dan Coats            | 217.225              | 39,5%                |                      |                      |
| Republicano          | Marlin Stutzman      | 160.981              | 29,2%                |                      |                      |
| Republicano          | John Hostettler      | 124.494              | 22,6%                |                      |                      |
| -------------------- | -------------------- | -------------------- | -------------------- | -------------------- | -------------------- |

| Primária Democrata | Primária Democrata | Primária Democrata | Primária Democrata | Primária Democrata | Primária Democrata |
| Partido            | Candidato          | Votos              | %                  |                    |                    |
| Democrata          | Brad Ellsworth     |                    | 100%               |                    |                    |
| ------------------ | ------------------ | ------------------ | ------------------ | ------------------ | ------------------ |

## Eleição Geral

### Candidatos
- Dan Coats
- Brad Ellsworth
- Rebecca Sink-Burris

### Resultados
| Eleição para o senado da Indiana em 2010 | Eleição para o senado da Indiana em 2010 | Eleição para o senado da Indiana em 2010 | Eleição para o senado da Indiana em 2010 | Eleição para o senado da Indiana em 2010 | Eleição para o senado da Indiana em 2010 |
| Partido                                  | Candidato                                | Votos                                    | %                                        |                                          |                                          |
| Republicano                              | Dan Coats                                | 950.244                                  | 54,49%                                   |                                          |                                          |
| Democrata                                | Brad Ellsworth                           | 695.859                                  | 39,97%                                   |                                          |                                          |
| Partido Libertário (Estados Unidos)      | Rebecca Sink-Burris                      | 94.561                                   | 5,43%                                    |                                          |                                          |
| Total                                    | Total                                    | 1.740.664                                | 100%                                     |                                          |                                          |
| ---------------------------------------- | ---------------------------------------- | ---------------------------------------- | ---------------------------------------- | ---------------------------------------- | ---------------------------------------- |